# Chartreuse Notre-Dame de Macourt
Le monastère Notre-Dame de Macourt était un monastère de l'ordre des chartreux, située d'abord à Macourt-lez-Marly, au bord de la Rhonelle, puis à Valenciennes.

## Histoire

### La chartreuse de Marly (1288-1566)
Jean d'Avesnes, à la demande de son frère de Guillaume d'Avesnes, évêque de Cambrai, fonde une chartreuse appelée Val-Saint-Pierre ou Val-Saint-Paul près de Cambrai en 1288. Dès 1293, la communauté se retire en ville, chez les cordeliers. En 1295 ou 1297, le comte Jean de Hainaut, l’installe à Macourt-lez-Marly, faubourg de Valenciennes. L’église est consacrée en 1298 ou 1304 ; transformée en réfectoire, elle est remplacée par une autre, consacrée en 1343 grâce à un bienfaiteur, Jacques de Maubeuge, chanoine de Cambrai. 
En 1566, la maison est saccagée par les huguenots, qui finalement la rasent. Les religieux se réfugient en ville. Il y a un projet de transfert à Douai, mais en 1575 on commence à construire un nouveau monastère dans Valenciennes intra-muros.

### La chartreuse de Valenciennes (1575-1791)
Les chartreux achètent l'hôtel d'Aerschot et dix-neuf maison dans la paroisse Saint-Nicolas et construisent un nouveau monastère. L'église est consacré le 22 juillet 1582 par André Francquart, évêque de Chalcédoine.
Le 13 février 1790, l'assemblée constituante prononce l'abolition des vœux monastiques et la suppression des congrégations religieuses. La communauté est dispersée en 1791 ; beaucoup de religieux gagnent la Boutillerie, désignée comme maison de réunion. Quatre d’entre eux reviennent réoccuper la chartreuse à la faveur de l’invasion autrichienne en 1792.  La chartreuse est bombardée pendant le siège de Valenciennes en 1793. 4 des 6 derniers chartreux de Valenciennes sont guillotinés sur la place de Valenciennes en 1794.

## Prieurs
Le prieur est le supérieur d'une chartreuse, élu par ses comprofès ou désigné par les supérieurs majeurs.
- 1298 : Pierre Douchart, premier prieur
- 1509 : Jean Donas
- 1526-1527: Antoine Wastel, profès de Saint-Omer, nommé procureur des moniales de Gosnay (1513-1520 et 1533-1535), recteur (1524-1526) et prieur (1526-1527) de Valenciennes, nommé vicaire à Saint-Omer en 1527[3].
- ~1545 :  Jean Morocourt (†1548), alias Nervius
- ~1557-1610 : Jean de l'Ecluse (†1610), restaurateur du monastère à Valenciennes, visiteur de la province de Picardie , en 1586[4].
- 1627 : Pierre Lyon, prieur de Valenciennes et visiteur de la province de Picardie[5].
- ~1630 : Antelme de Pronville[2]
- 1640 : Pierre Carré[3].
- 1655 : Bernard Pamard, prieur et convisiteur de la province[2]
- 1658- : Pierre-Antoine van Pecque (Pecquius) (1614-1679), prieur de Zelem, d'Anvers (1664-1666), de Sainte-Sophie-de-Constantinople (1664-1666)
- 1678 : Lucas (ou Nicolas) Lescailliet ou Lescallier[3].
- - : Hugues Verez (1712-1793), profès de Valenciennes en 1733, prieur de Saint-Omer en 1772, coadjuteur de Valenciennes en 1778. S'est retiré à Lille[3].

## Patrimoine foncier
Les chartreux de Valenciennes possédaient des terres à Aulnoy, Blaringhem, Marly, Solesmes.